# Jean du Bellay (obispo)
No se debe confundir con su sobrino nieto Jean du Bellay.
Jean du Bellay (Ducado de Anjou, c. 1400 - Saumur, 3 de septiembre de 1479) fue un religioso benedictino francés, obispo de Fréjus y de Poitiers. 

## Vida
Hijo de Hugues du Bellay, que fue consejero de Luis I de Anjou, y de Isabeau de Montigny, en 1417 profesó en la abadía de Saint-Florent de Saumur perteneciente a la orden de San Benito, de la que era abad su tío de su mismo nombre, a quien sucedió en el abadiato en 1431.
El rey René de Anjou lo nombró obispo de Fréjus en 1455; recibió la consagración episcopal el año siguiente de manos del cardenal Alain de Coëtivy, aunque siguió residiendo en la abadía, gobernando la diócesis por medio de vicarios. En 1462 permutó su sede de Fréjus por la de Poitiers con el obispo de ésta, Léon Guérinet. Mantuvo esta última hasta su muerte, ocurrida en Saumur en 1479.

## Bibliografía

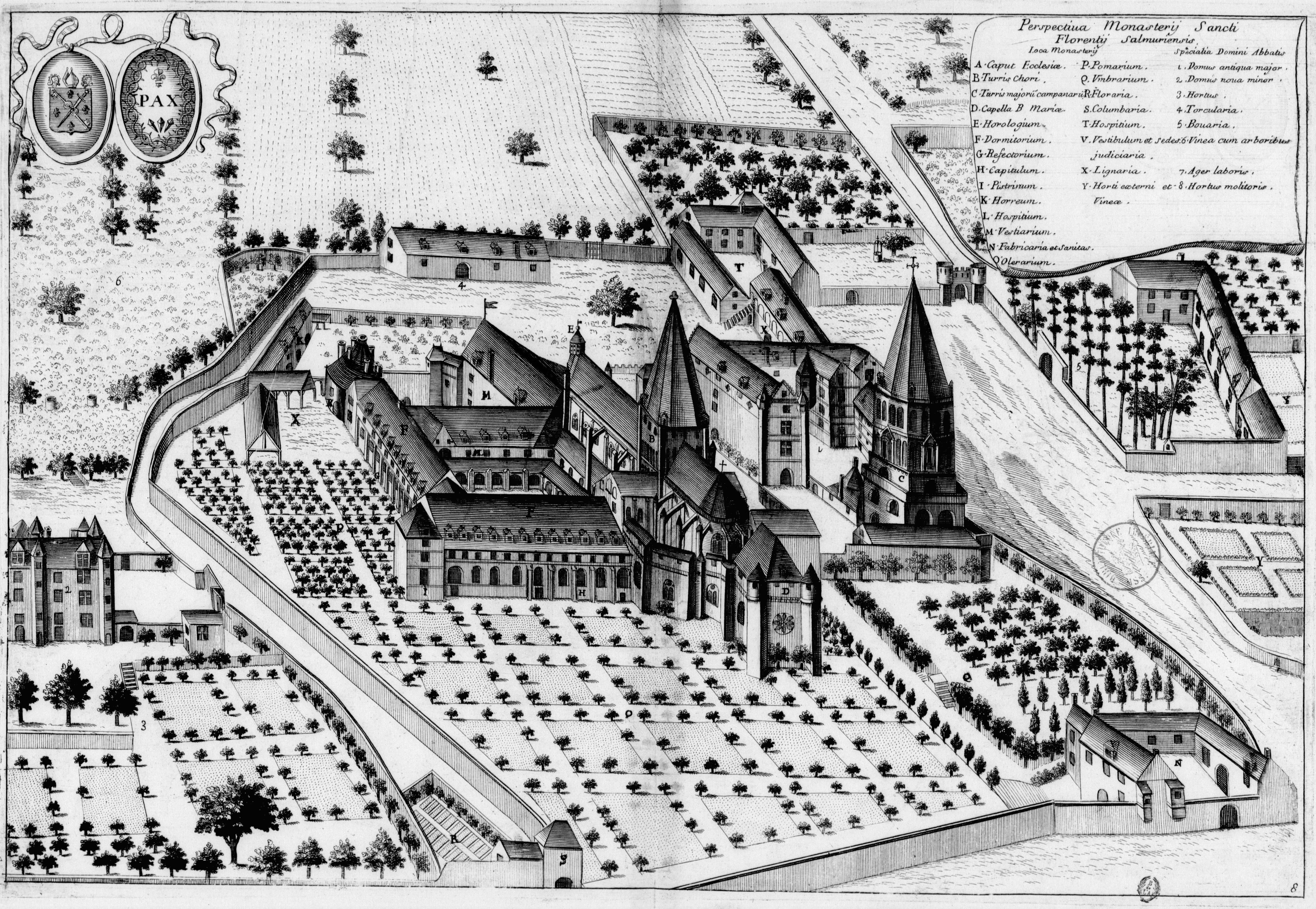
La abadía de Saint-Florent, en el Monasticon Gallicanum.